# Isla de Alborán
Die Isla de Alborán ist eine zu Spanien gehörende Insel vulkanischen Ursprungs im Mittelmeer. Sie gehört administrativ zu Almería. Die Insel liegt zwischen der andalusischen Festlandsküste und Nordafrika, ungefähr 50 Kilometer vom marokkanischen Ras Tleta Madari und 90 Kilometer von Almería entfernt, und bildet seit dem 13. März 1995, als die an der nordafrikanischen Küste gelegenen Städte Ceuta und Melilla aus den andalusischen Provinzen Cádiz und Málaga herausgelöst wurden, den südlichsten Punkt der Autonomen Gemeinschaft Andalusien.
Die Fläche der Insel beträgt 7,12 Hektar (0,0712 km²). Alborán bildet ein fast ebenes Felsplateau in etwa 15 Metern Höhe über dem Meeresspiegel. Die Insel und das umgebende Gebiet wurden 1997 zu einem Reserva Marina y Reserva de Pesca (Meeresschutzgebiet) erklärt und 2003 zusätzlich als Paraje Natural unter Naturschutz gestellt. Etwa 100 Meter vor der Nordostspitze liegt die rund 200 Quadratmeter große Nebeninsel Isla de las Nubes.
Auf Alborán befinden sich eine Mole, ein unbemannter Leuchtturm mit einem verlassenen Leuchtturmwärterhaus, eine kleine Garnison der spanischen Marine, ein Hubschrauberlandeplatz, ein Fußballplatz und ein Friedhof mit drei Gräbern.
Eine erste umfassende Beschreibung der Insel verfasste 1898 Erzherzog Ludwig Salvator von Österreich-Toskana.
Das Meeresgebiet im westlichen Mittelmeer um die Insel bis zur Straße von Gibraltar wird nach der Insel Alborán-Meer genannt. Nach der Isla de Alborán hat sich auch das italienische Alboran Trio benannt.